# Heteromys spectabilis
Heteromys spectabilis és una espècie de mamífer rosegador de la família dels heteròmids. És endèmica de Jalisco (Mèxic), on té una distribució de menys de 5.000 km². Els seus hàbitats naturals són les zones de montà xerofític i els boscos de pins i roures. Està amenaçada per la destrucció del seu entorn i la fragmentació dels boscos a causa de la tala d'arbres.